# Pakis (Durenan)
Pakis is een bestuurslaag in het regentschap Trenggalek van de provincie Oost-Java, Indonesië. Pakis telt 2722 inwoners (volkstelling 2010).